# Aviadores de Tuskegee
Los aviadores de Tuskegee (Tuskegee Airmen) es el nombre popular dado a un grupo de aviadores afroamericanos de Estados Unidos que se formaron en el Instituto Tuskegee de Alabama y se distinguieron durante la Segunda Guerra Mundial en el 332.º grupo de combate del Cuerpo Aéreo del Ejército de los Estados Unidos. 
Unos 445 aviadores de este grupo participaron en batallas del norte de África y Europa y 80 de ellos perdieron la vida en combate o en accidentes. Debido al color rojo vivo de las colas de sus aviones, también se les conocía como Red Tails.
Estaban bajo el mando del coronel Benjamin Oliver Davis, Jr., quien más tarde se convertiría en el segundo general negro de la Fuerza Aérea estadounidense. El grupo permaneció activo entre 1941 y 1946.
El expresidente George W. Bush otorgó la Medalla de Oro del Congreso de los Estados Unidos a unos 300 aviadores de Tuskegee y sus viudas en el Capitolio el 29 de marzo de 2007, el más alto honor civil de Estados Unidos.

## Historia

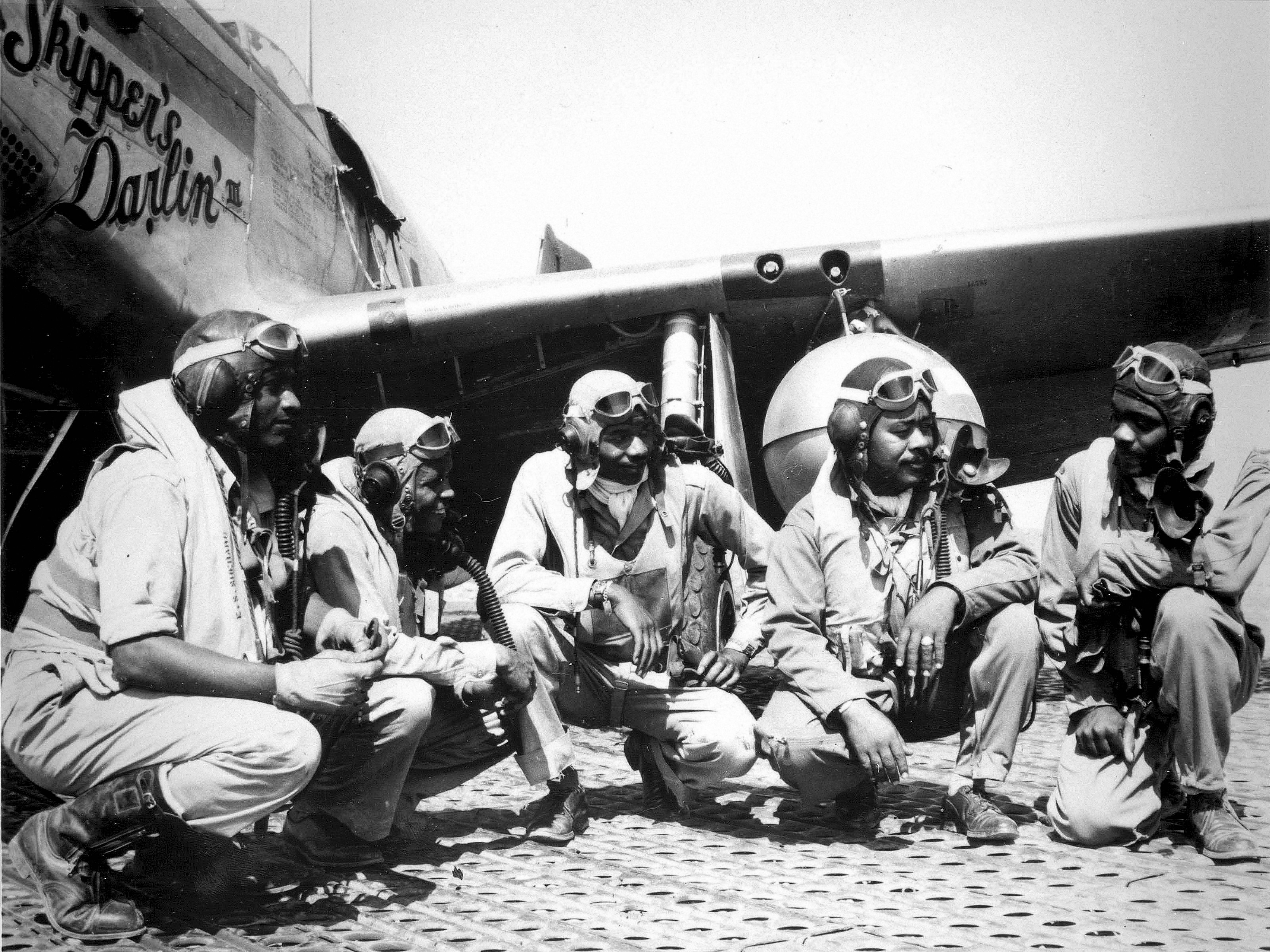
Tuskegee Airmen, pilotos de la Compañía 332 en Ramitelli, Italia, durante la Segunda Guerra Mundial.

Después de la entrada de Estados Unidos en la Segunda Guerra Mundial, el presidente Franklin D. Roosevelt quería una potente unidad de pilotos de combate y bombardeo completamente compuesta y comandada por hombres de color. Muchos estadounidenses de color se ofrecieron voluntarios y fueron reclutados para participar en este proyecto, considerándolo como un estímulo para combatir la fuerte discriminación racial que todavía sucedía en aquellos años en el país.
En 1941, con la intención de entrenar pilotos de color, un escuadrón de entrenamiento del Cuerpo Aéreo del Ejército de los Estados Unidos fue establecido en el Instituto Tuskegee, ocupando el Campo Moton (Moton Field), a unos 7 kilómetros del campus. Estos pilotos fueron conocidos como los "Aviadores de Tuskegee" y el programa que les entrenó sigue en funcionamiento hoy en día.
En 1998 se creó en el Campo Moton el Memorial Nacional de los Aviadores de Tuskegee (Tuskegee Airmen National Historic Site). Cabe señalar que estudios pseudocientíficos con marcadas tendencias raciales de la época, pero vigentes en aquel tiempo señalaban que los hombres de color no estaban adaptados intelectualmente ni físicamente para volar un avión ni menos estar en combate.
Estos pilotos fueron empleados en las diversas batallas que tuvieron lugar en el Mediterráneo, el Pacífico y en Italia con la responsabilidad de ataque, reconocimiento y patrulla. Posteriormente fueron utilizados como escoltas de los bombardeos estratégicos sobre Alemania y Austria.
Sus aviones de combate fueron los Curtiss P-40 Warhawk inicialmente y los P-51 Mustang de cola roja.
Según algunos historiadores, los pilotos del Eje nunca lograron derribar un bombardero escoltado por los aviadores de Tuskegee, aunque la veracidad de sus éxitos ha sido contestada por otros estudiosos, llegando a establecer la cifra de 25 bombarderos perdidos mientras eran escoltados por pilotos de Tuskegee, un número ciertamente bajo, pero menos "mítico".
En el transcurso de la guerra murieron 68 hombres de Tuskegee en combate, 12 en accidentes y 38 fueron tomados prisioneros.

## Imágenes

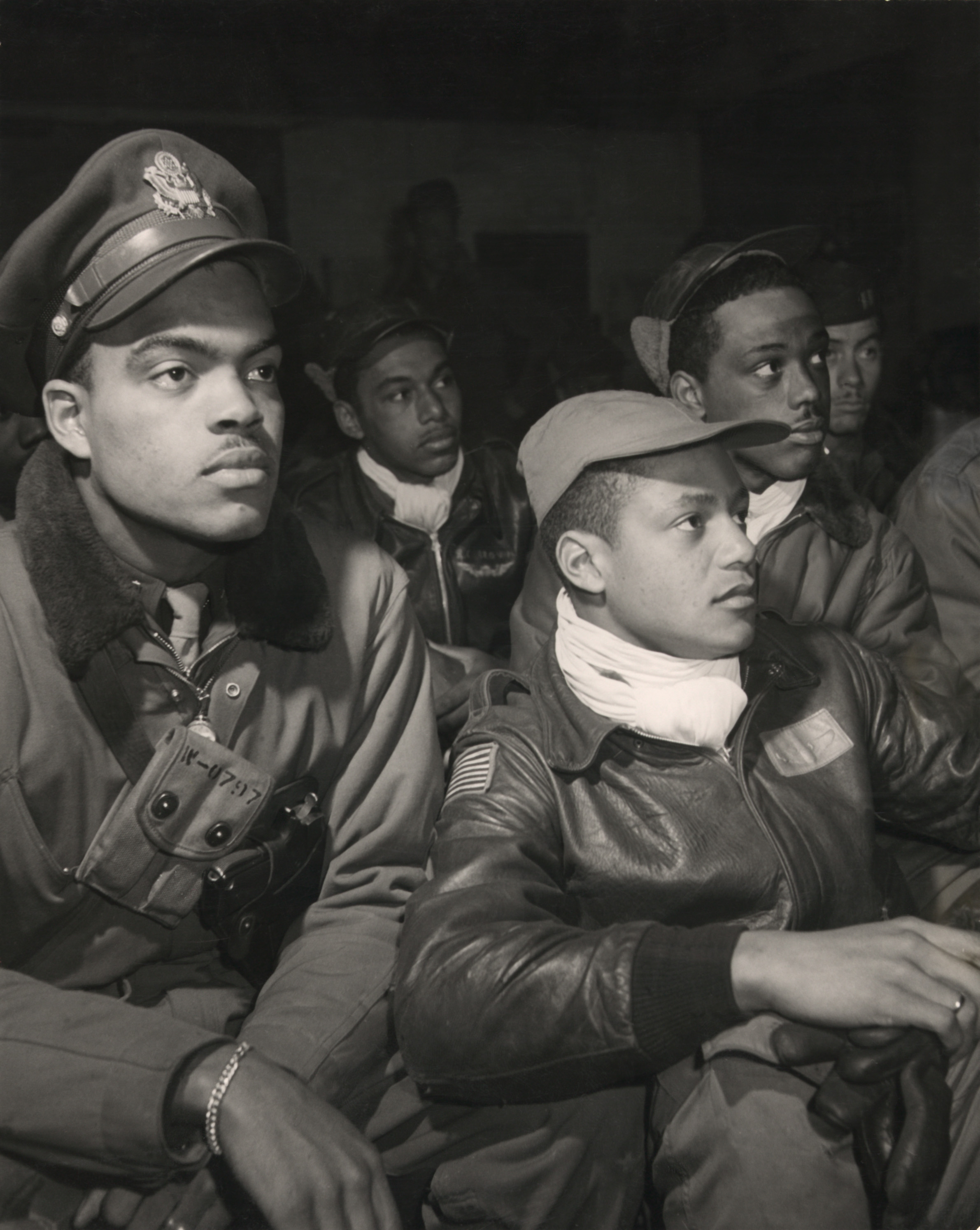
Miembros del 332.º Grupo de Combate retratados por Toni Frissell en marzo de 1945.
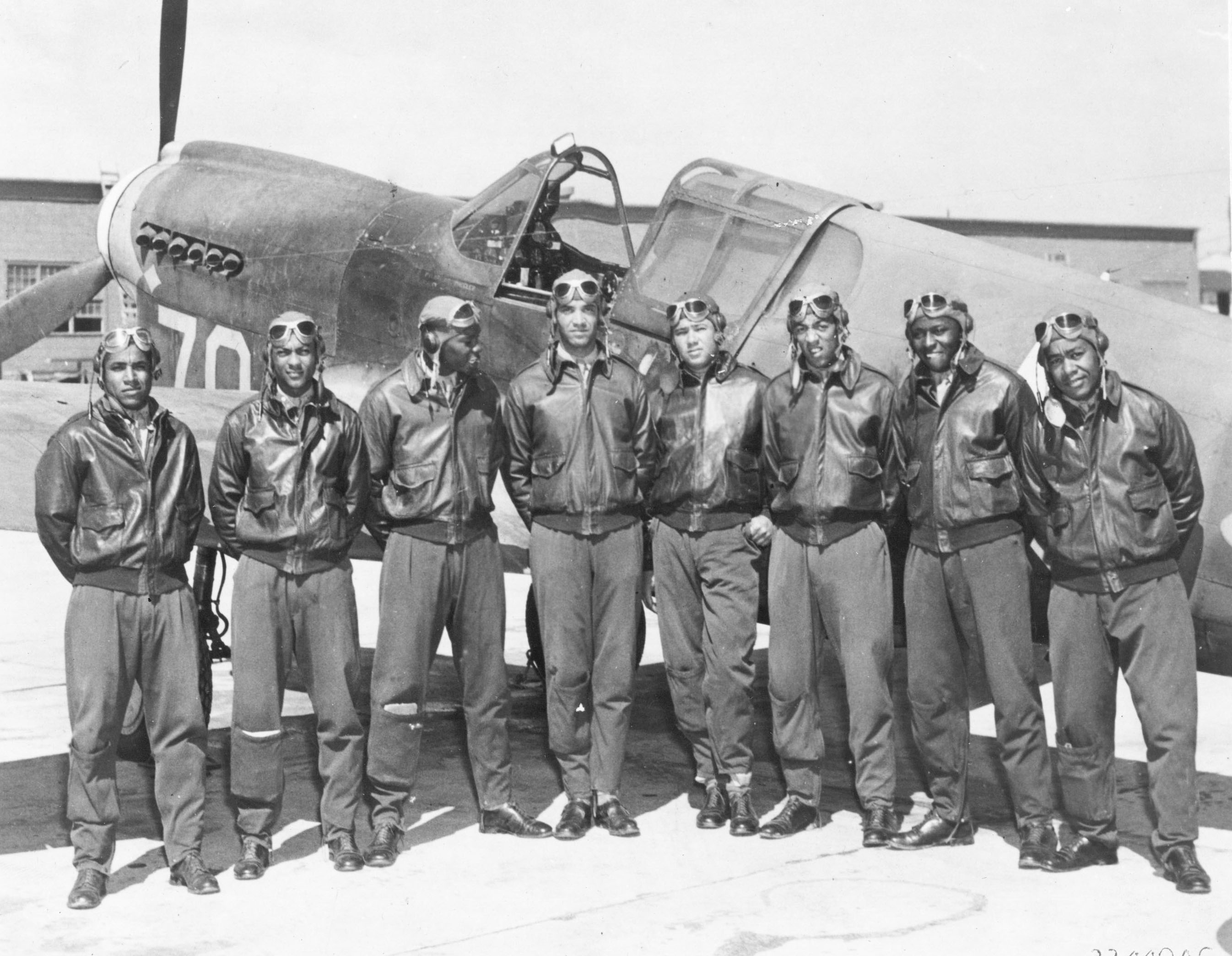
Pilotos de Tuskegee frente a un Curtiss P-40.
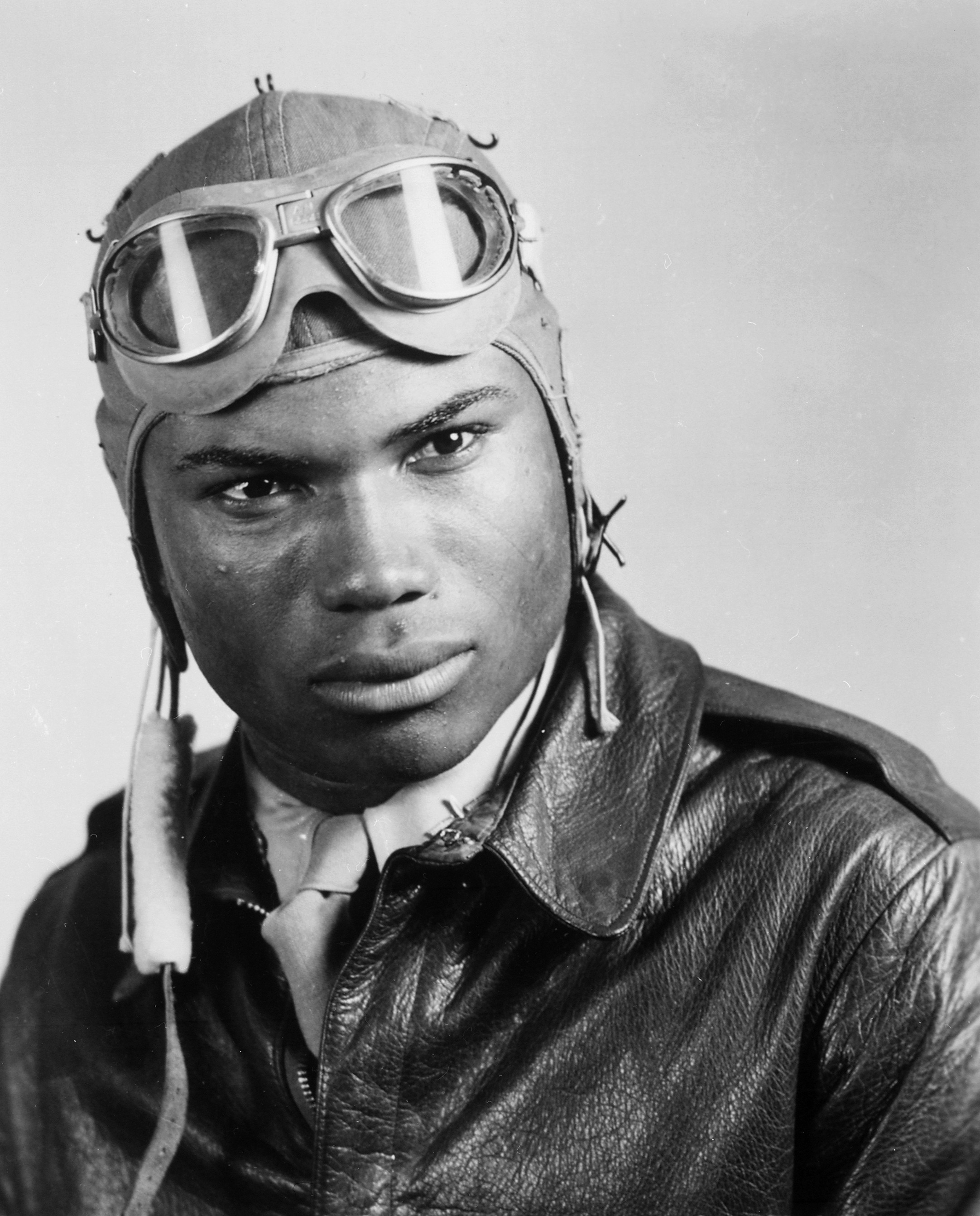
Howard A.Wooten, as de combate

## Medios
- Cazas:
  - Curtiss P-40
  - Republic P-47 Thunderbolt
  - North American P-51 Mustang
  - Bell P-39 Airacobra
- Bombarderos:
  - B-25 Mitchell
  - Martin B-26 Marauder

## Datos de misión
- Un destructor hundido. El navío implicado había sido clasificado como un destructor (Giuseppe Missori) por la Marina Italiana antes de ser reclasificado por la Marina Alemana como un torpedero, TA 22. Fue atacado el 25 de junio de 1944. La Marina Alemana lo retiro del servicio el 8 de noviembre de 1944 y, finalmente, hundido por los alemanes el 5 de febrero de 1945.
- 40 barcos y barcazas destruidos.
- 32 pilotos capturados.
- 68 pilotos muertos en combate.
- 112 aviones derribados.
- 150 aviones destruidos en tierra y otros 148 dañados.
- 950 vehículos terrestres destruidos.
- 179 misiones de escolta de bombarderos, perdiendo bombarderos en solo 7 y un total de 27. Esto supone un excelente récord de protección, comparando con los 46 que se perdieron de media en otros grupos de P-51 del 15.º Fuerza Aérea.
- 15.000 actos de guerra.

## Honores

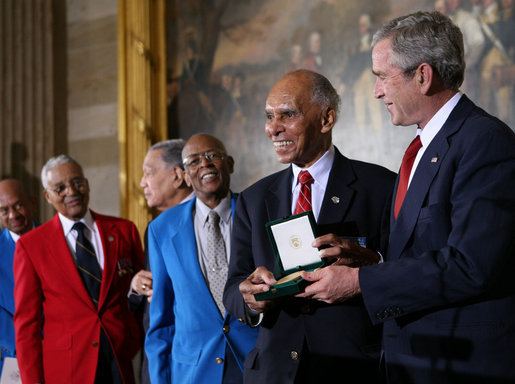
El presidente George W. Bush entrega la Medalla de Oro del Congreso a 300 aviadores de Tuskegee y sus viudas en 2007

El 29 de marzo de 2007 en Washington D. C. se le concedió a cerca de 300 sobrevivientes de un mayor reconocimiento del Congreso de los Estados Unidos de América, la Medalla de Oro, otorgada por George W. Bush. Además, los aviadores de Tuskegee obtuvieron, entre otras, las siguientes condecoraciones:
- Una Legión de Mérito.
- Una Estrella de Plata.
- 8 Corazón Púrpura.
- 14 Estrella de Bronce.
- 150 Cruces de Vuelo Distinguido.

## En otros medios
La participación de los aviadores de Tuskegee en la Segunda Guerra Mundial se ha dramatizado en dos películas, The Tuskegee Airmen, de la HBO para televisión y estrenada en 1995 y Red Tails, de LucasFilms de 2012.

También algunos de sus miembros hicieron una breve aparición en el film Una noche en el museo 2 (2009).
Recientemente también en la serie de Apple "Masters of the Air" (2024).

## Insignias de los escuadrones

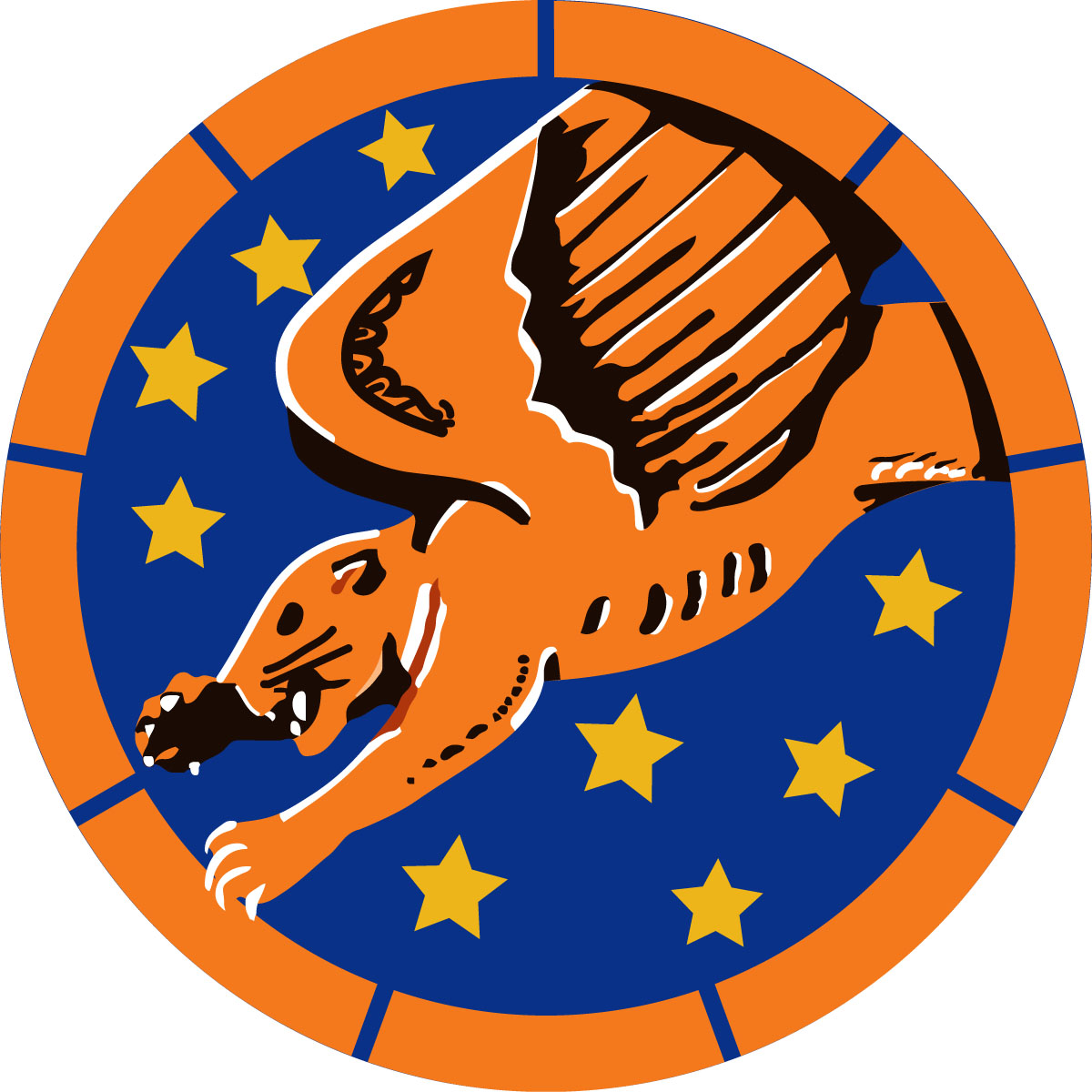
99.º Escuadrón de cazas
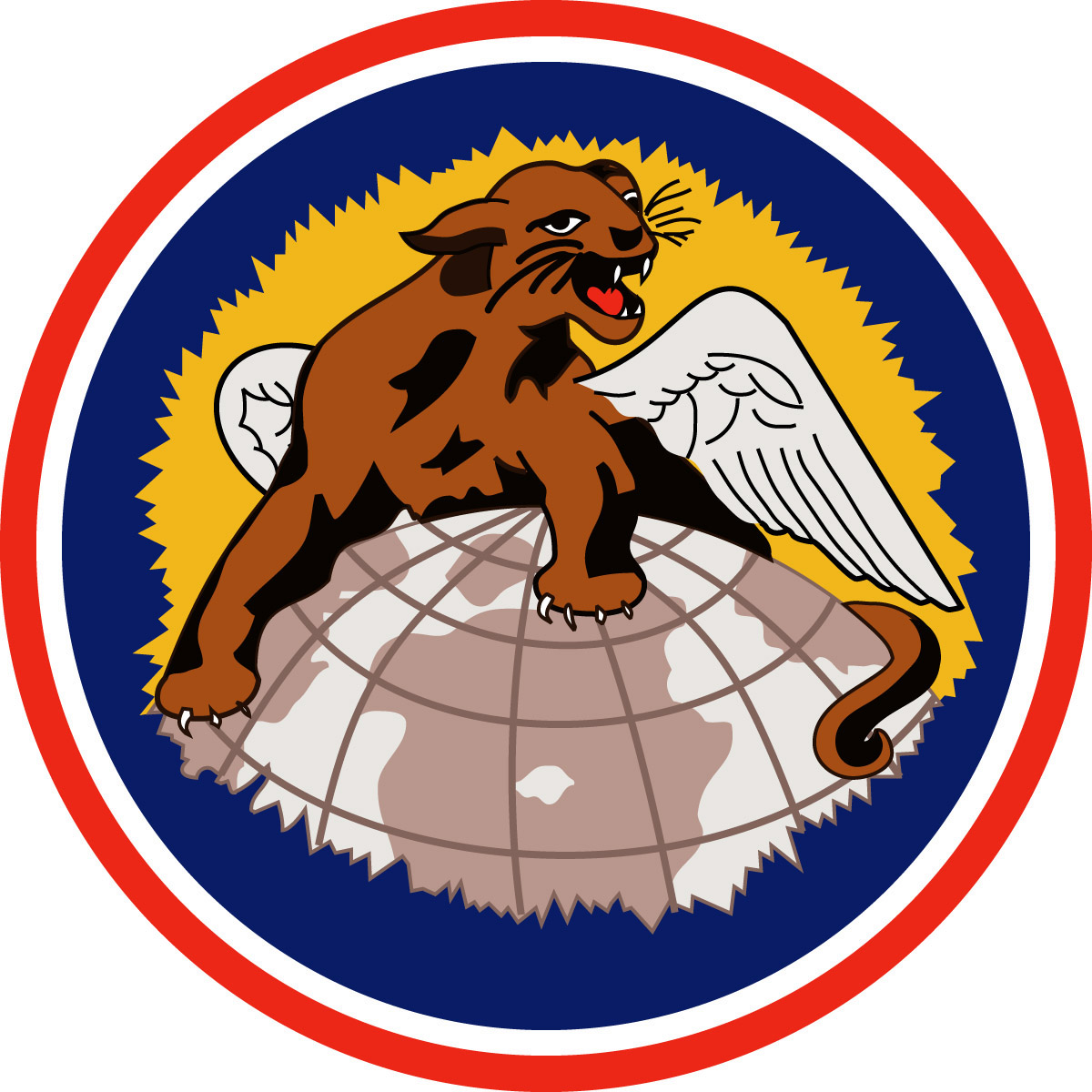
100.º Escuadrón de cazas
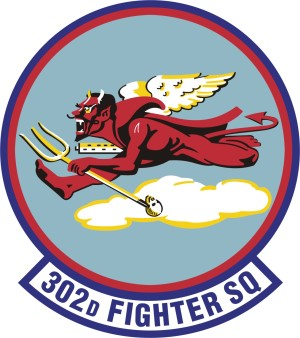
302.º Escuadrón de cazas
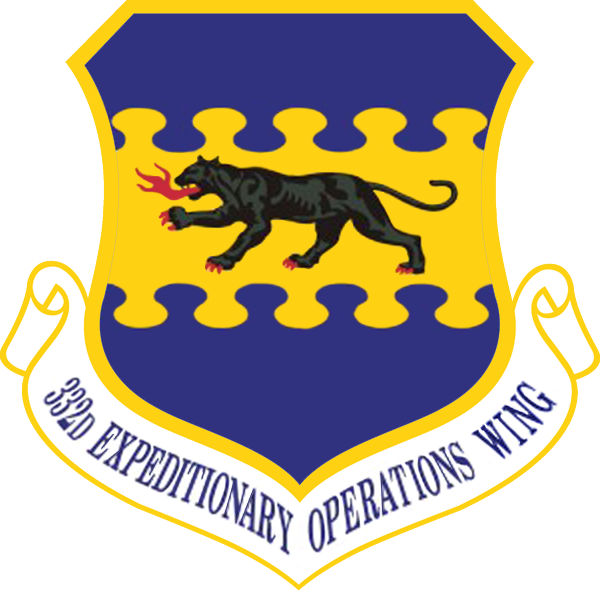
332.º Cuerpo expedicionario